# Диоцез Мёре

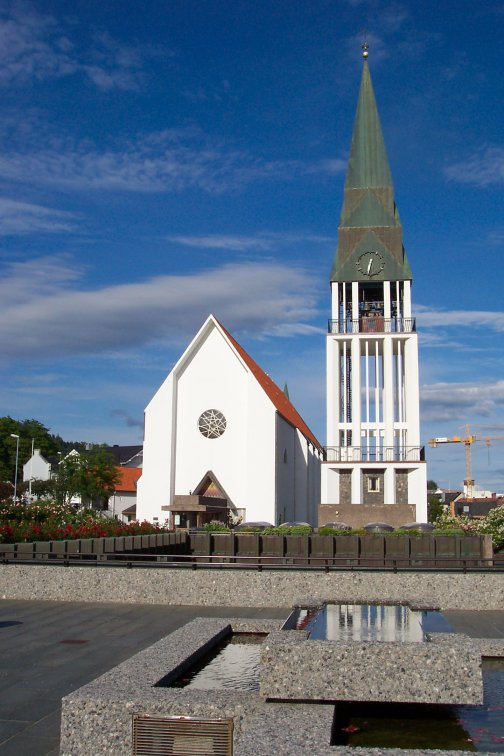
Собор Молде

Расположение диоцеза Мёре

Диоцез Мёре (норв. Møre bispedømme) — один из одиннадцати диоцезов Церкви Норвегии. Состоит из фюльке Мёре-ог-Ромсдал. Епископский престол находится в соборе Молде в Молде. С 2008 года епископом Мёре является Ингеборг Мидттёмме.
Диоцез был основан 18 сентября 1983 года, когда регион Суннмёре отделили от диоцеза Бьёргвина на юге, а регионы Ромсдал и Нордмёр — от диоцеза Нидароса на севере. Три региона (которые составляют фюльке Мёре-ог-Ромсдал) и сформировали новый диоцез Мёре. Насчитывает 7 пробств и 41 приход.

## Название
Название епархии (Møre) является результатом компромисса между тремя регионами фюльке. Суннмёре (почти половина населения) согласился на то, что резиденция епископа будет находиться в географическом центре диоцеза — Молде в Ромсдале, если название этого региона (Ромсдал) будет исключено из названия нового диоцеза.
В 1660—1919 годах регион назывался Romsdal amt, а в 1919—1935 годах — Møre fylke. Древнескандинавское название Mœrr вероятно происходит от слова marr, что означает «океан» или «море»: получается «прибрежный регион» (прибрежный регион в Швеции имеет такое же название).
Определение møring — «человек из Мёре» — используется строго в отношении жителей Нордмёра (и реже для людей из Суннмёра), но не для жителей Ромсдала (их называют romsdaling — «человек из Ромсдала»).

## Епископы
- 1983 — 1991: Оле Нордхауг[норв.]
- 1991 — 2008: Одд Бунневик[норв.]
- 2008 — н. в.: Ингеборг Мидттёмме[норв.]